# Чиж бородатий
Чиж бородатий (Spinus barbatus) — вид горобцеподібних птахів родини в'юркових (Fringillidae).

## Поширення
Вид поширений в Чилі, Аргентині та на Фолклендських островах. Трапляється на висоті до 1500 метрів над рівнем моря і населяє узлісся, світлі ліси та чагарники, включаючи сади та міські райони.

## Опис
Птах завдовжки від 13 до 14 см. У самця чорна верхня частина голови і горло. Спина темно-зеленувато-жовта з чорними смугами. Груди, живіт і круп яскраво жовті. Пір'я крил чорне з жовтою смужкою; пір'я хвоста чорне з жовтими краями. Дзьоб товстий і сірого кольору. У самця відсутній чорний колір, і можна виділити дві фази оперення, жовту та сіру, але в нижніх частинах сірувата.

## Спосіб життя
Трапляється групами по 10, 15 або 20, взимку навіть по 60 птахів. Мешкає на лісових галявинах, чагарниках і оброблених полях. Людська присутність його не лякає, він навесні відвідує оброблені поля, сади та городи біля сільських хат. Якщо відчувають небезпеку, зграя летить на верхівку найближчого дерева, поки не повернеться спокій.
Харчується насінням та комахами.
Період розмноження триває з вересня по грудень. Гніздо самиця будує на роздвоєнні невисокої гілки дерева або в чагарнику серед луків. Воно чашоподібної форми, збудоване з рослинних волокон, моху, вистелене волоссям, пір'ям і вовною. У кладці від 3 до 6 яєць дуже світло-блакитного, майже білого кольору. Буває до трьох кладок за сезон.